# Кампина-дас-Мисойнс
Кампина-дас-Мисойнс (порт. Campina das Missões) — муниципалитет в Бразилии, входит в штат Риу-Гранди-ду-Сул. Составная часть мезорегиона Северо-запад штата Риу-Гранди-ду-Сул. Входит в экономико-статистический микрорегион Санта-Роза. Население составляет 6342 человека на 2007 год. Занимает площадь 227,91 км². Плотность населения — 28,6 чел./км².
Большинство населения имеет немецкие и русские корни. 
В муниципалитете есть община потомков русских эмигрантов (волна эмиграции начала XX века), есть православная церковь в честь апостола Иоанна Богослова.

## История
Город основан 9 октября 1963 года.

## Статистика
- Валовой внутренний продукт на 2003 составляет 66.332.197,00 реалов (данные: Бразильский институт географии и статистики).
- Валовой внутренний продукт на душу населения на 2003 составляет 9.888,52 реалов (данные: Бразильский институт географии и статистики).
- Индекс развития человеческого потенциала на 2000 составляет 0,764 (данные: Программа развития ООН).

## География
Климат местности: субтропический гумидный. В соответствии с классификацией Кёппена, климат относится к категории Cfa.